# Rückenfigur

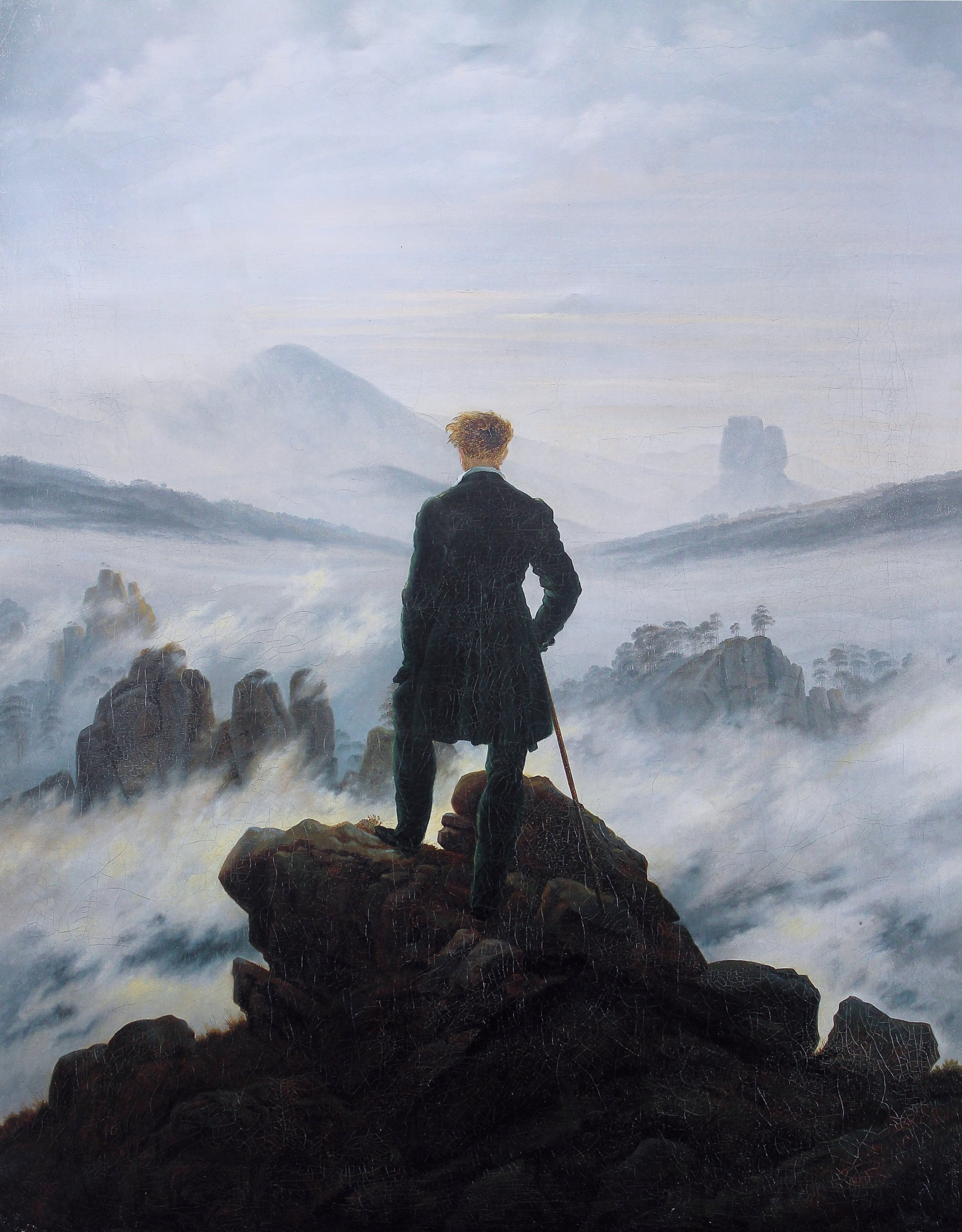
Un exemplu celebru de motiv Rückenfigur: Der Wanderer über dem Nebelmeer de Caspar David Friedrich, 1818

Rückenfigur sau figură văzută din spate este un subiect folosit în pictură, artă grafică, artă fotografică și film. În ea, o persoană este văzută din spate în prim-planul imaginii, contemplând priveliștea din fața sa, și este un mijloc prin care spectatorul se poate identifica cu persoana din imagine și apoi poate recrea spațiul care este reprezentat. Motivul Rückenfigur datează din antichitate și a fost folosit în diferite epoci și de diferite stiluri artistice. Artistul romantic german Caspar David Friedrich a utilizat frecvent Rückenfiguren în prim-planul peisajelor pictate de el.